# 1952 v letectví
Tento článek obsahuje seznam událostí souvisejících s letectvím, které proběhly roku 1952.

## Události

### Květen
- 29. května – Tankování paliva za letu je poprvé použito při bojové misi. Dvanáct stíhacích bombardérů F-84 Thunderjet z 159. stíhací-bombardovací perutě doplňuje palivo z KB-29 Superfortress na své cestě k Sariwonu

### Červenec
- 1. července – Sloučením leteckých sil armády a námořnictva vzniklo Portugalské letectvo.

### Srpen
- 9. srpna – Poručík Peter Carmichael z 802. perutě FAA (letadlová loď HMS Ocean) sestřeluje ve svém Hawker Sea Fury jako první příslušník Fleet Air Arm MiG-15.

## První lety
- Mil Mi-4, v polovině roku

### Leden
- 3. ledna – Bristol Type 173, G-ALBN
- 21. ledna – Saab 210

### Březen
- 3. března – Iljušin Il-46

### Duben
- 15. dubna – Boeing YB-52, 49-231
- 18. dubna – Convair YB-60
- 27. dubna – Tupolev 88, prototyp bombardéru Tupolev Tu-16

### Červen
- 19. června – Jak-120, prototyp záchytného stíhače Jakovlev Jak-25
- 27. června – Bell X-2, bezmotorový let

### Červenec
- 3. července – Jakovlev Jak-24, dvoumotorový vrtulník s tandemovými rotory
- 23. července – Fouga Magister

### Srpen
- 6. srpna – Boulton Paul P.120
- 16. srpna – Bristol Britannia, G-ALBO
- 22. srpna – Saunders-Roe Princess, G-ALUN
- 30. srpna – Avro Vulcan, VX770

### Září
- 28. září – Dassault Mystère IV

### Říjen
- 16. října – Sud Aviation Vautour
- 20. října – Douglas X-3 Stiletto
- 28. října – Douglas XA3D-1

### Listopad
- 3. listopadu – Saab Lansen
- 12. listopadu – Tupolev Tu-95

### Prosinec
- 4. prosince – Grumman XS2F-1 Tracker
- 24. prosince – Handley Page Victor, WB771